# Danč
Danč je priimek v Sloveniji, ki ga je po podatkih Statističnega urada Republike Slovenije na dan 1. januarja 
2010 uporabljalo 43  oseb in je med vsemi priimki po pogostosti uporabe uvrščen na 8.284. mesto.

## Znani nosilci priimka
- Ladislav Danč (1932—1979), slikar
- Marika Danč Roth (1950), tapiseristka (oblikovalka tekstila; slikarka..)